# Jarmark miłości
Jarmark miłości (ang. State Fair) – amerykański film z 1933 roku w reżyserii Henry'ego Kinga.

## Obsada
- Janet Gaynor
- Will Rogers
- Lew Ayres
- Sally Eilers
- Norman Foster
- Louise Dresser

## Nagrody i nominacje
| Nazwa nagrody | Wygrane            | Nominacje                                                                                                   |
| ------------- | ------------------ | --- |
| Oscar         | 1934 bez rezultatu | 1934 Najlepszy film wytwórnia 20th Century Fox Najlepszy scenariusz adaptowany Paul Green oraz Sonya Levien |